# Pibor (Fluss)
Der  Pibor  ist ein Fluss in Äthiopien und dem Südsudan, und ein Quellfluss des Sobat.

## Verlauf
Der Pibor hat seinen Ursprung bei dem Ort Pibor Post im Südsudan. Dort vereinigen sich seine Quellflüsse Kangen und Veveno. Der Kangen entspringt den Kobowen-Sümpfen, die durch Flüsse von der Grenze zu Kenia und dem Ilemi-Dreieck im Süden, und vom Boma-Plateau und dem Boma-Nationalpark im Norden, gespeist werden. Der kleinere Veveno bezieht sein Wasser aus Sümpfen bei der Stadt Bor nahe dem Bahr al-Dschabal. In manchen Quellen wird der Kangen mit dem Pibor gleichgesetzt.
Nach Pibor Post fließt der Fluss in nördlicher Richtung. Er nimmt von Osten die Flüsse Agwai, Akobo und Gilo auf. Ab der Mündung des Akobo bildet der Pibor die Grenze zu Äthiopien und vereinigt sich rund 80 km weiter mit dem Baro unter Bildung des Sobat.

## Hydrologie
Der Pibor bringt aus dem Süden bis kurz vor der Mündung des Akobo, einem Nebenfluss des Pibor, nur gut 30 m³/s Wasser zum Sobat. Allerdings bringt der Akabo nur wenige Kilometer weiter von Osten aus dem äthiopischen Hochland bereits knapp 90 m³/s zum Abfluss. Entsprechend fließen an dem zirka 80 km in aridem und fachem Gebiet weiter liegenden Zusammenfluss mit dem Baro gut 100 m³/s. Hinzu kommt noch der Abfluss des Flusses Gilo mit weiteren 100 m³/s. Der ebenfalls aus dem Osten kommende Baro, hat allerdings am Zusammenfluss den höchsten Abfluss von 300 m³/s.
Die durchschnittliche monatliche Durchströmung des Pibor wurde am Pegel Pibor Post, bei etwa der Hälfte seines Einzugsgebietes, in m³/s gemessen (Werte aus Diagramm abgelesen).

## Veveno-Pibor Kanal
Bereits 1934 wurde als alternative Idee zum Jonglei-Kanal die Umsetzung des Veveno-Pibor Kanals publiziert. Dabei ging es darum schon vorhandene Wasserwege zu nutzen. Der Plan war einen Kanal vom Bor am Bahr al-Dschabal zum Veveno, einem Quellfluss des Pibor, zu graben, da der Pibor einer der Quellflüsse der Sobat ist, der seinerseits erst nach dem Sudd in den Weißen Nil mündet. Das Projekt wurde allerdings nicht umgesetzt.

## Flussgeschichte
Es gibt Theorien auf Grund von Sedimentanalysen und der Fauna, dass der heute endorheische Turkana-See bis vor etwa 7500 Jahren bei Hochwasser über den Kangen und Pibor in das Nil-Einzugsgebiet entwässerte. Somit war das Einzugsgebiet des Pibor zu dieser Zeit um 146.000 km² größer als heute.